# Nowy Działyń
Nowy Działyń – kolonia w Polsce położona na Pojezierzu Dobrzyńskim, w województwie kujawsko-pomorskim, w powiecie golubsko-dobrzyńskim, w gminie Zbójno. Miejscowość wchodzi w skład sołectwa Działyń.
W latach 1975–1998 miejscowość administracyjnie należała do województwa włocławskiego.
Zobacz też: Działyń